# Päpstliches Institut für die auswärtigen Missionen

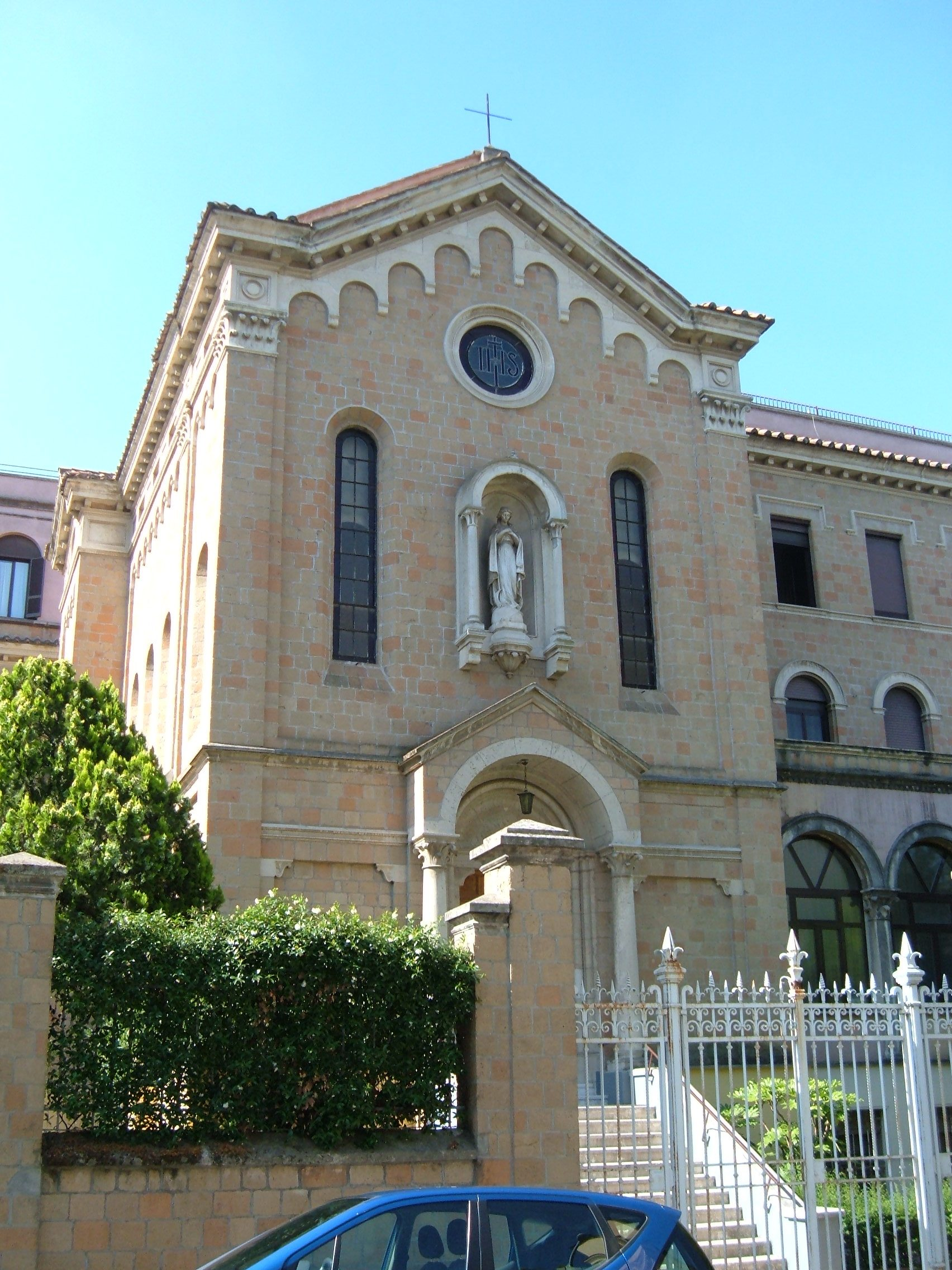
Hauptverwaltung in Rom

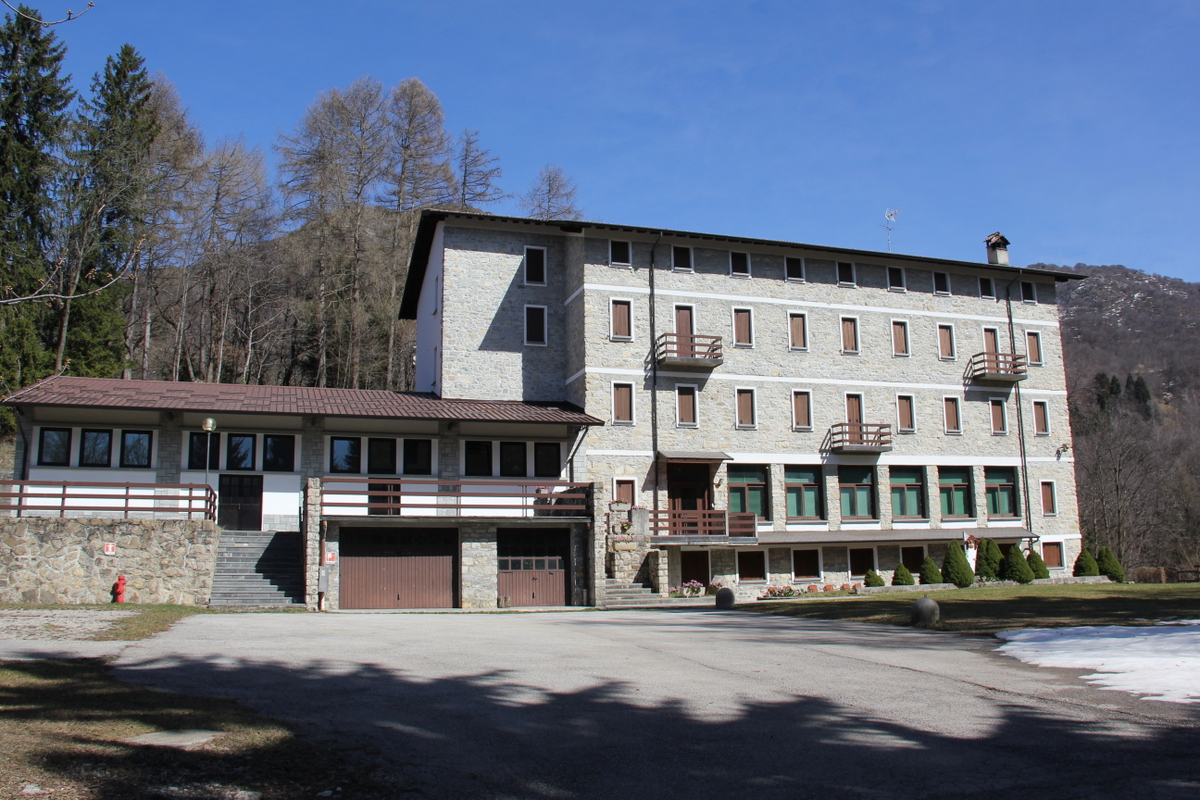
Villa Rogo des PIME in Esino Lario

Das Päpstliche Institut für die auswärtigen Missionen (lateinisch Pontificium Institutum pro Missionibus Exteris, Ordenskürzel: PIME) ist eine Ordensgemeinschaft.
Die heutige Kongregation päpstlichen Rechts wurde 1850 durch den Priester Angelo Ramazzotti begründet. Das  Generalat befindet sich in Rom.
Zudem besitzt die Gemeinschaft Niederlassungen in den USA (7), Mexiko (2), Brasilien (54), Italien (16), Guinea-Bissau (10), Elfenbeinküste (4), Kamerun (9), Papua-Neuguinea (9), Japan (21), Philippinen (13), Hongkong (26), Kambodscha (2), Thailand (7), Bangladesch (20) und Indien.

## Generalsuperiore
- Paolo Manna (1926–1934)
- Lorenzo Maria Balconi (1934–1947)
- Luigi Risso (1947–1957)
- Augusto Lombardi (1957–1964)
- Aristide Pirovano (1965–1977)
- Fedele Giannini (1977–1983)
- Fernando Galbiati (1983–1989)
- Franco Cagnasso (1989–2001)
- Gian Battista Zanchi (2001–2013)
- Ferruccio Brambillasca, seit 2013[1]